# 中国广电辽宁公司
中国广电辽宁网络股份有限公司（简称中国广电辽宁公司）前身为北方联合广播电视网络股份有限公司，又称北方广电辽宁有线，简称北方广电（NCN），是中国辽宁省的有线电视服务商。
北方联合广播电视网络股份有限公司成立于2010年2月，2012年3月16日正式揭牌，是由全省15家广播电视单位共同发起组建的国有文化骨干企业。除高标清有线电视业务外，还提供宽带上网、互动点播和时移回看等服务。
根据“一省一网”的政策，辽宁全省14个地级市的有线电视公司均属于北方广电的子公司。但在2020年6月之前，大连和本溪的市级有线电视网络处于独立运营状态；最终北方广电分别于该年6月9日和10日分别与两地有线电视网络实际控制方签署股权转让协议，实现了“全省一网”。
2021年5月19日，原北方联合广播电视网络股份有限公司，注册名变更为中国广电辽宁网络股份有限公司。